# Boskie konie
Boskie konie (arab. يا خيل الله, fr. Les chevaux de Dieu) – marokański dramat filmowy z 2012 roku w reżyserii Nabila Ayoucha, zrealizowany w ramach koprodukcji międzynarodowej.
Film miał premierę w sekcji "Un Certain Regard" na 65. MFF w Cannes, gdzie zdobył Nagrodę im. François Chalais. Później obraz nagrodzono m.in. Złotym Kłosem na MFF w Valladolid. Film był oficjalnym marokańskim kandydatem do Oscara dla najlepszego filmu nieanglojęzycznego, ale ostatecznie nie zdobył nominacji.

## Fabuła
Yachine to dziesięciolatek mieszkający wraz z rodziną w slumsach na obrzeżach Casablanki. Matka próbuje daje z siebie wszystko, ojciec cierpi na depresję, jeden z braci Yachine'a jest w wojsku, a inny to lokalny boss. Fikcyjne historie członków rodziny prowadzą do krwawych zamachów terrorystycznych z 2003 roku, najbrutalniejszych w historii Maroka.

## Obsada
- Abdelhakim Rachid – Tarek/Yachine
- Abdelilah Rachid – Hamid
- Hamza Souidek – Nabil
- Ahmed El Idrissi El Amrani – Fouad
- Badr Chakir – Khalil
- Mohammed Taleb – Abu Zoubeir
- Mohamed Mabrouk – Nouceir
- Imane Benennia – Ghislaine
- Abdallah Ouzzad – Ba'Moussa

## Produkcja
Zdjęcia kręcono w Casablance.